# 圣叙尔皮斯 (瓦兹省)
圣叙尔皮斯（法語：Saint-Sulpice，法語發音：[sɛ̃ sylpis] ⓘ）是法国瓦兹省的一个市镇，属于博韦区。

## 地理
圣叙尔皮斯（49°21'2"N, 2°7'27"E）面积8.88 平方千米，位于法国上法蘭西大區瓦兹省，该省份为法国北部内陆省份，北起索姆省，西接厄尔省和滨海塞纳省，南至塞纳-马恩省和瓦兹河谷省，东临埃纳省。
与圣叙尔皮斯接壤的市镇（或旧市镇、城区）包括：阿布库尔、阿洛讷、欧特伊、弗罗库尔、奥当克莱韦克、瓦尔吕、拉德雷讷。

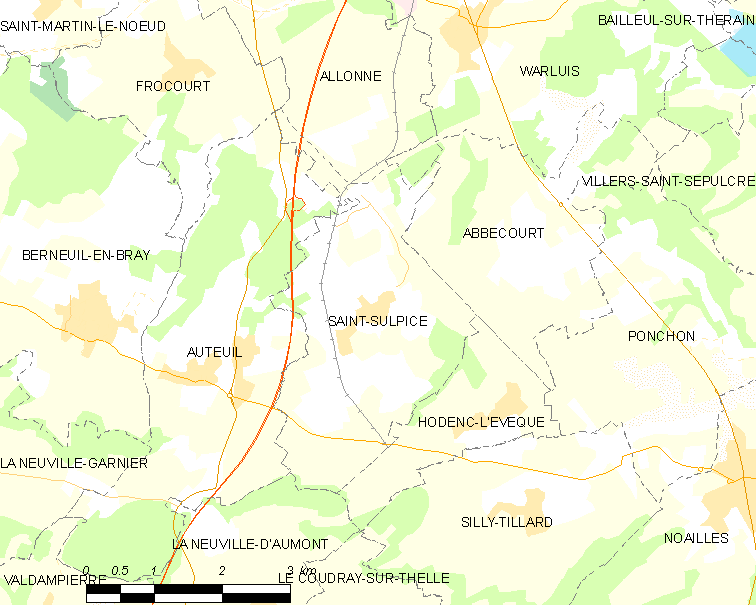
的OSM定位图

圣叙尔皮斯的时区为UTC+01:00、UTC+02:00（夏令时）。

## 行政
圣叙尔皮斯的邮政编码为60430，INSEE市镇编码为60598。

## 政治
圣叙尔皮斯所属的省级选区为韦克桑地区肖蒙县。

## 人口

1962-2008年间人口变化图示

圣叙尔皮斯于2022年1月1日时的人口数量为1066人。